# آرمن سارگسیان
آرمن وارطانی سارگسیان (Արմեն Վարդանի Սարգսյան؛ زادهٔ ۲۳ ژوئن ۱۹۵۳) یک سیاست‌مدار، فیزیک‌دان، دیپلمات، و کارآفرین اهل ارمنستان است. پارلمان ارمنستان روز جمعه ۲ مارس ۲۰۱۸ آرمن سارگسیان را به عنوان رئیس‌جمهوری این کشور انتخاب کرد وی در ۲۳ ژانویه ۲۰۲۲ استعفا داد. وی از ۴ نوامبر ۱۹۹۶ تا ۲۰ مارس ۱۹۹۷ نخست‌وزیر ارمنستان بود.

## زندگی‌نامه
آرمن سارگسیان پس از فارغ‌التحصیلی از دانشکده فیزیک و ریاضی نظری دانشگاه دولتی ایروان از سال ۱۹۷۶ الی ۱۹۸۴ به تدریس در این دانشگاه پرداخته و سپس در فاصله سال‌های ۱۹۸۴–۱۹۸۵ و ۱۹۸۹–۱۹۹۱ به عنوان استاد مدعو و محقق در دانشگاه کمبریج انگلستان و همچنین انستیتو ریاضی دانشگاه لندن به فعالیت پرداخته‌است.

## فعالیت‌ها
آرمن سارگسیان پس از استقلال جمهوری ارمنستان در فاصله سال‌های ۱۹۹۲–۱۹۹۵ به عنوان سفیر این کشور در بریتانیا، اتحادیه اروپا، بلژیک، هلند، لوکزامبورگ و واتیکان خدمت کرده و عنوان «سفیر ارشد» ارمنستان در اروپا را بر عهده داشته‌است.
آرمن سارگسیان اول نوامبر سال ۱۹۹۶ از سوی لون تر-پطروسیان رئیس‌جمهوری ارمنستان به عنوان نخست‌وزیر این کشور معرفی شد. وی پس از چهار ماه فعالیت در این سمت در ۲۸ فوریه ۱۹۹۷ به دلیل بیماری از این سمت استعفا داد و جهت پیگیری معالجات بار دیگر عازم لندن شد.
آرمن سارگسیان از سال ۱۹۹۸ الی ۲۰۰۰ میلادی و همچنین از سال ۲۰۱۳ تا ۲۰۱۸ به عنوان سفیر جمهوری ارمنستان در بریتانیا مشغول خدمت بوده‌است.
در روز جمعه ۲ مارس ۲۰۱۸ پارلمان ارمنستان، آرمن سارگسیان را به عنوان رئیس‌جمهوری آینده این کشور انتخاب کرد.
وی عضو هیچ حزبی نبوده و به زبان‌های روسی، انگلیسی و آلمانی مسلط است.

## نگارخانه

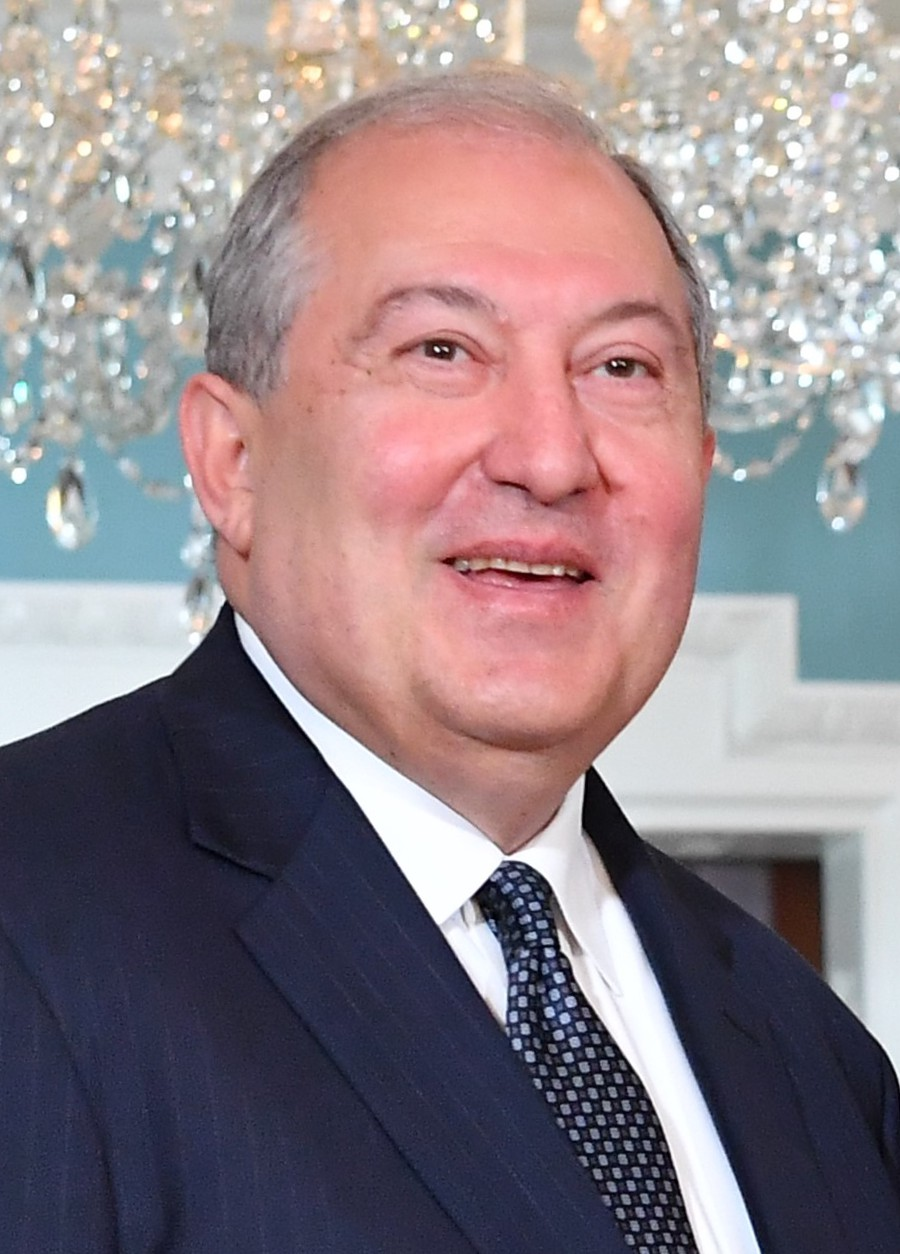
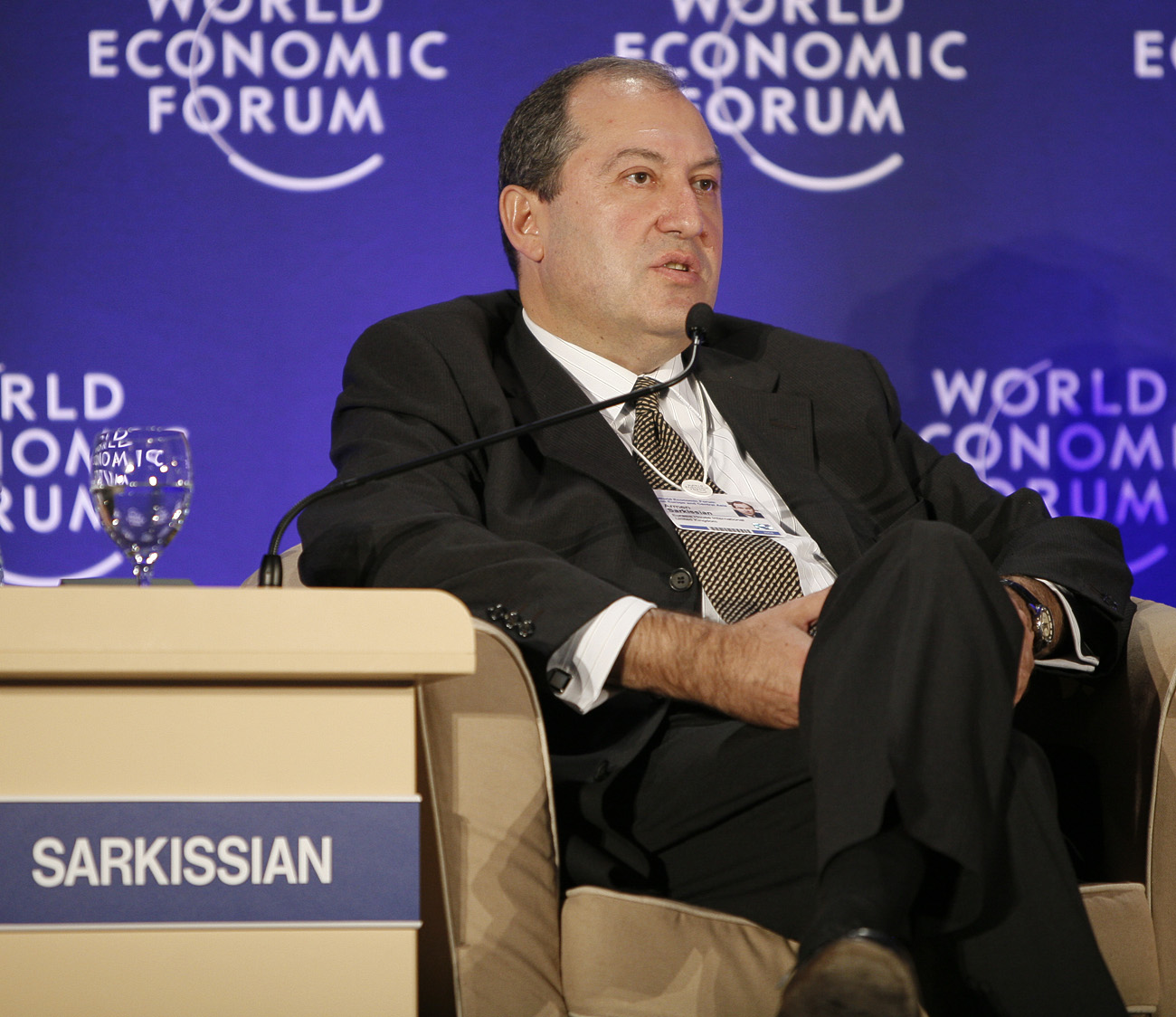